# Eurocup-3
De Eurocup-3 is een autosportkampioenschap in het formuleracing. Het kampioenschap valt binnen de Formule Regional-categorie.
Het kampioenschap is opgericht in 2023 als alternatief voor het Formula Regional European Championship (FREC) en de Euroformula Open, voornamelijk nadat het laatstgenoemde kampioenschap in 2022 moeite had met het aantrekken van teams. Elk team heeft een maximum budget van €400.000 per jaar.

## Auto
Het kampioenschap rijdt met auto's van Tatuus. Deze zijn dezelfde als die in het FREC gebruikt worden, maar in de Eurocup-3 zijn deze uitgerust met een nieuw koelsysteem, een nieuwe carrosserie en een nieuwe batterij. De auto weegt 25 kilogram minder dan de FREC-auto. De auto's bevatten een Alfa Romeo-motor met 270 pk, gebouwd dor Autotecnica, en rijden met banden van Hankook. Ook is er een push-to-passsysteem waarmee 25 pk extra kan worden gebruikt.

## Kampioenen
| Jaar | Coureur        | Team          | Tweede         | Derde            | Rookiekampioen |
| ---- | -------------- | ------------- | -------------- | ---------------- | -------------- |
| 2024 | Christian Ho   | Campos Racing | Javier Sagrera | Bruno Del Pino   | Christian Ho   |
| 2023 | Esteban Masson | Campos Racing | Mari Boya      | Sebastian Øgaard | Bruno Del Pino |